# Bas Mondego

Localisation du Bas Mondego

Le Bas Mondego – en portugais : Baixo Mondego – est une des 30 sous-régions statistiques du Portugal.
Avec 11 autres sous-régions, il forme la région Centre.
La ville principale du Bas Mondego est Coimbra.

## Géographie
Le Bas Mondego est limitrophe, au nord, de la Basse Vouga et du Dão-Lafões ; à l'est, du Pinhal intérieur Nord ; au sud, du Pinhal littoral. Il possède en outre d'une façade maritime, à l'ouest, sur l'océan Atlantique.

## Données diverses
- Superficie : 2 062 km2
- Population (2001) : 340 342 hab.
- Densité de population : 165,05 hab./km2
- PIB : 5,2 milliards €

## Subdivisions
La Bas Mondego groupe dix municipalités (conselhos ou municípios, en portugais) :
- Cantanhede
- Coimbra
- Condeixa-a-Nova
- Figueira da Foz
- [[Mealhada]]
- Mira
- Mortagua
- Montemor-o-Velho
- Penacova
- Soure

1. 1 2  « Official Journal L 87/2023 », sur eur-lex.europa.eu (consulté le 13 janvier 2024)